# Sam Ricketts
Samuel Derek "Sam" Ricketts (Wendover, 1981. október 11.) walesi labdarúgó, hátvéd, jelenleg a Coventry City játékosa.

## Pályafutása

### A kezdetek
Ricketts az Oxford Unitednél kezdte a pályafutását, 1999-ben. 2002-ben kölcsönadták a Nuneaton Borough-nak, majd 2003-ban szerződést bontottak vele. Ezután az ötödosztályú Telford Unitedhez került.

### Swansea City
2004-ben megszűnt a Telford, így Rickettsnek új csapatot kellett keresnie. Végül a negyedosztályban, a Swansea Citynél kötött ki. Első szezonjában olyan jól teljesített, hogy meghívták a walesi válogatottba is. Minden sorozatot egybevéve 103 mérkőzésen lépett pályára a Swansea színeiben és három gólt szerzett.

### Hull City
2006. július 14-én 300 ezer fontért leigazolta a Hull City. Remekül kezdett a klubnál, az első tíz meccset kivétel nélkül végigjátszotta. Egy Hartlepool elleni mérkőzésen azonban arccsonttörést szenvedett, ami miatt hetekig nem léphetett pályára. A 2008-as másodosztályú rájátszás döntőjén, a Bristol City ellen végig a pályán volt. Csapata győzött, így története során először feljutott az élvonalba.

### Bolton Wanderers
2009. július 23-án a Hull bejelentette, hogy elfogadta a Bolton Wanderers Rickettsért tett 2 millió fontos ajánlatát. Az átigazolás két nappal később történt meg, a játékos egy három évre szóló szerződést írt alá új csapatával. Augusztus 15-én, a Sunderland ellen debütált.

## Válogatott
Ricketts Angliában született, viszont walesi származása lehetővé tette a számára, hogy walesi válogatott  legyen. 2005. február 9-én, Magyarország ellen lépett először pályára nemzeti csapatában. Eddig 52 alkalommal ölhette magára a walesi csapat mezét.

## Külső hivatkozások
- Sam Ricketts pályafutásának statisztikái a Soccerbase oldalon (angolul)

- Ricketts adatlapja a Wolverhampton Wanderers FC honlapján

## Fordítás
- Ez a szócikk részben vagy egészben  a   Sam Ricketts című angol Wikipédia-szócikk fordításán alapul.  Az eredeti cikk szerkesztőit annak laptörténete sorolja fel. Ez a jelzés csupán a megfogalmazás eredetét és a szerzői jogokat jelzi, nem szolgál a cikkben szereplő információk forrásmegjelöléseként.